# Ministeri per a la Transició Ecològica
El Ministeri per a la Transició Ecològica és l'encarregat de gestionar les polítiques de medi ambient, ecologia, agricultura i pesca. Va ser creat per Pedro Sánchez Pérez-Castejón en formar el govern resultant de la moció de censura duta a terme contra Mariano Rajoy Brey, president del Govern d'Espanya des del 21 de desembre de 2011, i reelegit el 29 d'octubre de 2016, fins al 2 de juny del 2018.
L'actual ministra per a la Transició Ecològica és Teresa Ribera Rodríguez, que va prometre el càrrec el 7 de juny de 2018. Va rebre la cartera ministerial d'Isabel García Tejerina, ministra d'Agricultura i Pesca, Alimentació i Medi Ambient el mateix 7 de juny de 2018.

## Estructura
El Ministeri per a la Transició Ecològica s'estructura en els següents òrgans superiors i directius:
- La Secretaria d'Estat d'Energia, de la qual depèn la Direcció general de Política Energètica i Mines.
- La Direcció general de Política Energètica i Mines.
- La Secretaria d'Estat de Medi Ambient, de la qual depenen els següents òrgans directius:[4]
- La Direcció general de l'Aigua.
- L'Oficina Espanyola del Canvi Climàtic, amb rang de direcció general.
- La Direcció general de Biodiversitat i Qualitat Ambiental.
- La Direcció general de Sostenibilitat de la Costa i del Mar.
- La Subsecretaria per a la Transició Ecològica.
- La Secretaria General Tècnica del Ministeri per a la Transició Ecològica
- Gabinet del Ministeri.